# Наш живот
„Наш живот“ е месечно литературно списание, издавано в София през 1901 – 1902, 1906 – 1907 и 1910 – 1912 г., като през 1910 – 1911 г. е със заглавие „Наблюдател“.
Целта на списанието е обединение на младите писатели и се противопоставя на естетическия формализъм на кръга „Мисъл“. В него се поместват стихотворения, художествена литература, драматични етюди, рецензии за нови книги, статии по история на Възраждането, прегледи на литературния и театралния живот.
Директор на списанието е Стоян Михайловски. Редактори са Антон Страшимиров, Георги Стаматов, Кирил Христов. Към списанието сътрудничат Петко Ю. Тодоров, Георги Райчев, Христо Ясенов, Димитър Полянов, Йордан Йовков, Константин Константинов, Николай Лилиев, Теодор Траянов, Георги Михайлов, Николай Райнов, Димо Кьорчев, Цанко Церковски, Цветан Радославов.